# Pterolophia thibetana
Pterolophia thibetana là một loài bọ cánh cứng trong họ Cerambycidae.